# Резолюция 210 на Съвета за сигурност на ООН
Резолюция 210 на Съвета за сигурност на ООН е приета единодушно на 6 септември 1965 г. по повод индо-пакистанския спор за областта Кашмир.
Резолюция 210 е приета, след като Съветът за сигурност изслушва доклад на генералния секретар на ООН относно обстановката в спорната област след приемането на Резолюция 209 от 4 септември 1965 г.
Обезпокоен от разрастването на бойните действия, които утежняват неимоверно ситуацията в оспорваната област, с Резолюция 210 Съветът за сигурност нарежда незабавно прекратяване на сраженията в цялата област и за пълно оттегляне на въоръжените сили на двете страни на позициите им отпреди 5 август 1965 г. Документът изисква от генералния секретар на ООН да положи всички усилия за прилагането на настоящата и предходната резолюция на Съвета, да предприеме мерки за укрепване Групата военни наблюдатели на ООН в Индия и Пакистан и да държи Съвета за сигурност уведомен за ситуацията в региона и за начина, по който се прилага резолюцията. Освен това Съветът за сигурност остава ситуацията в Кашмир под постоянно наблюдение, за да бъде способен да определя своевременно всички стъпки, които може да бъдат необходими за осигуряването на мира и сигурността в региона.